# Munaluoto (ö i Södra Karelen, Imatra)
Munaluoto eller Rajaluoto är en ö i Finland. Den ligger i sjön Saimen och i kommunerna Ruokolax och Taipalsaari och landskapet Södra Karelen, i den södra delen av landet, 220 km nordost om huvudstaden Helsingfors. Öns area är 1,3 hektar och dess största längd är 220 meter i öst-västlig riktning.